# Domaslava
Domaslava je bila hrvatska kraljica u prvoj polovici 10. stoljeća. To je najstarije do danas pronađeno spominjanje imena neke hrvatske kraljice. 

## Kameni ulomak
Jedini poznati izvor njezinog postojanja je na fragmentima dedikacijskog natpisa oltarne pregrade u crkvi Svetog Vida na Klisu.

Prema Budaku, latinski tekst natpisa glasi:

- “[Ego ... Rex Croat]orum filiu[s ... regis una cum coniuge] mea Domaslava regina [hoc opus fieri iussi]”[1]

Hrvatski prijevod:
- “Ja ... kralj Hrvata, sin kralja ..., zajedno sa svojom kraljicom Domaslavom naložio sam da se napravi ovo djelo”.

Pretpostavlja se da je Domaslava mogla biti majka Mihajla Krešimira II. ili nekog od njegovih neposrednih prethodnika s obzirom na to da je Jelena bila
žena Mihajla Krešimira II. i majka Stjepana Držislava.